# Narayan Van Maele
Narayan Van Maele (* 1986 in Luxemburg) ist ein luxemburgischer Fotograf und Kameramann. Er lebt in Irland.

## Leben
Narayan Van Maele wurde als Sohn eines belgischen Vaters und einer aus Sri Lanka stammenden Mutter in Luxemburg geboren. Zusammen mit seinem älteren Bruder Govinda Van Maele wuchs er in einem kleinen Dorf in Gutland auf. Im Alter von 16 Jahren verließ er Luxemburg und übersiedelte nach Irland.
Er besuchte die National Film School (IADT) in Dublin und schloss sein Studium 2009 mit einem  First Class Honours in Cinematography ab. Im gleichen Jahr nahm er an den Berlinale Talents teil.
Nach dem Studium arbeitet er in seiner Wahlheimat Irland und im Ausland als Fotograf für die Werbebranche, filmte Musikvideos, Kurz- und Dokumentarfilme und führte gelegentlich selbst Regie. Außerdem war er als Kameramann bei allen Filmen von Govinda Van Maele beteiligt, das letzte Mal in dem Spielfilm Gutland.
2016 gehörte er zum Filmteam des iranischen Regisseurs Pasha Rafiy, der den luxemburgischen Außenminister Jean Asselborn auf seinen Auslandsreisen begleitete. Der Dokumentarfilm Foreign Affairs wurde 2017 in Nyon auf dem Festival Visions du Réel uraufgeführt.

## Filmografie (Auswahl)
- 2009: King of Waves, Kurzfilm, Regie: Luke Leslie
- 2009: Dawn of a New Day, Dokumentarfilm, Regie: Jordan Maxwell
- 2012: En Dag Am Fraien, Kurzspielfilm, Regie: Govinda Van Maele
- 2013: Gei du schon mal fier, Kurzspielfilm, Regie: Govinda Van Maele
- 2015: Lost in the Living, Spielfilm, Regie: Robert Manson
- 2014: 7th Son, Dokumentarfilm, Regie und Kamera
- 2016: The Hopeless End of a Great Dream, Dokumentarfilm, Regie: Declan Clarke
- 2017: Gutland, Spielfilm, Regie: Govinda Van Maele
- 2018: Under Groth, Kurzfilm, Regie: Erin O’Neill
- 2020: The Toughest Summer, Dokumentarfilm, Regie: Ross Whitaker
- 2021: You Are Not My Mother
- 2022: An Irish Goodbye (Kurzfilm), Regie: Tom Berkeley, Ross White
- 2023: Double Blind, Regie: Ian Hunt-Duffy

## Auszeichnungen
Irish Film and Television Award
- 2022: Nominierung für die Beste Kamera (You Are Not My Mother)[3]